# Karla Burns
Karla Burns (Wichita, 24 dicembre 1954 – Wichita, 4 giugno 2021) è stata un'attrice e mezzosoprano statunitense.
Per la sua performance nel musical Show Boat a Londra e Broadway ha vinto il Drama Desk Award alla miglior attrice non protagonista in un musical (1983), il Laurence Olivier Award alla miglior performance in un ruolo non protagonista in un musical (1991) ed è stata candidata al Tony Award alla miglior attrice non protagonista in un musical.